# Кремницький монетний двір

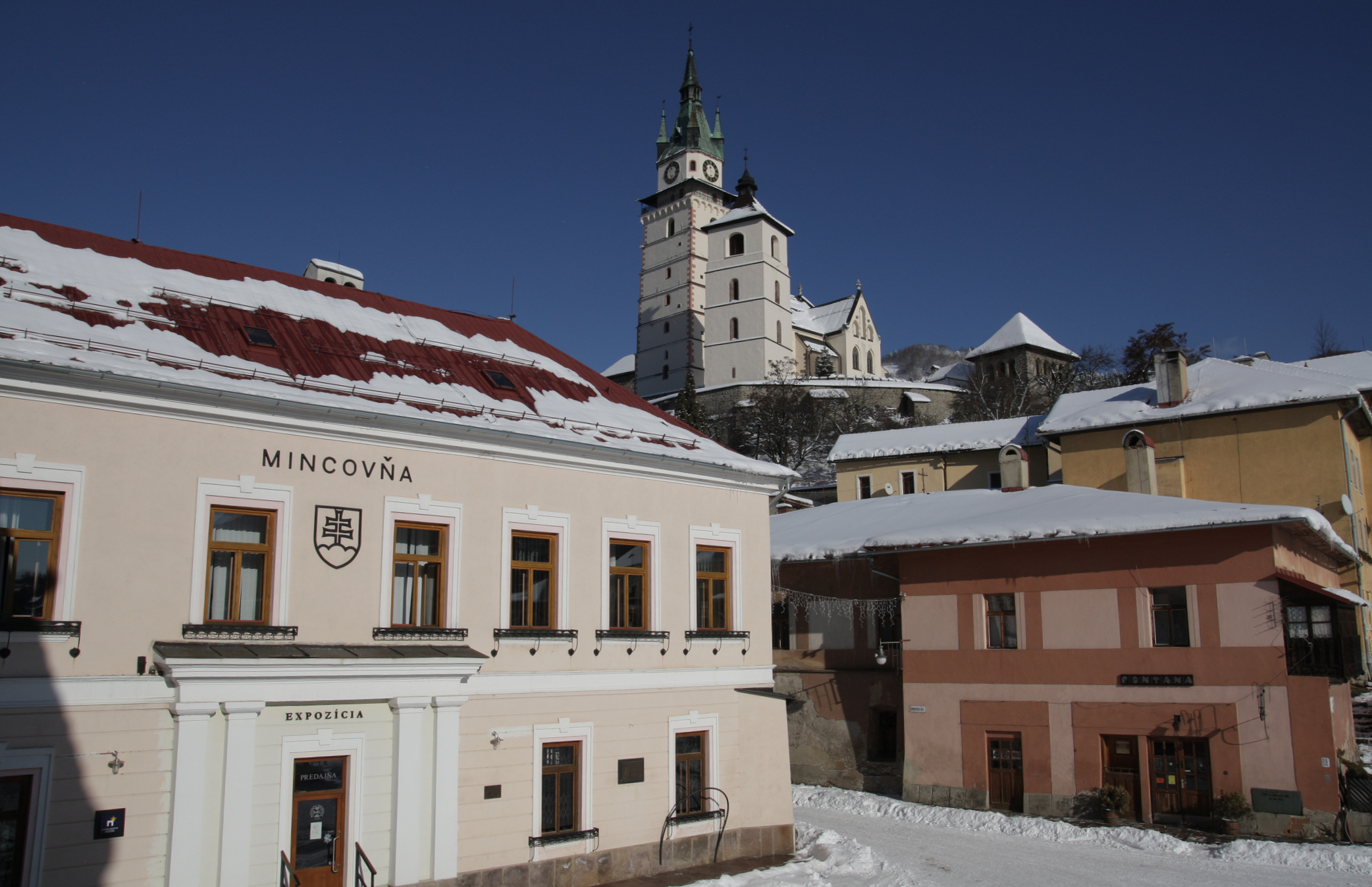

Кремницький монетний двір (словац. Mincovňa Kremnica) — державний монетний двір Словаччини, що знаходиться в місті Кремниця. Є одним з найстаріших державних підприємств і найстаріших монетних дворів у світі.

## Історія
17 листопада 1328 року разом зі статусом вільного королівського шахтарського міста, Кремніца отримала від угорського короля Карла I Роберта привілей на відкриття монетного двору[1]. Перші монети чеканилися за зразком монетного двору у Флоренції і називалися Флорін. Пізніше почалося карбування дукатів. Вони були широко відомі в Європі завдяки стабільно високій пробі золота (986) і мали масу 3,49 г. Ці дукати тривалий час вважалися твердою валютою в Центральній Європі.
До початку XX століття обладнання монетного двору сильно застаріло, були навіть пропозиції щодо перенесення його в Будапешт. Однак до закінчення Першої світової війни цього не сталося. Після того, як чеські війська увійшли в Північну Угорщину, уряд Карої наказав перевезти устаткування і запас благородних металів в столицю — Будапешт.
Оскільки в Кремніці залишилися одні порожні будівлі, чехословацького уряду довелося обладнати монетний двір «з нуля». Установка нового обладнання почалося в 1921 році. З тих пір Кремницький монетний двір карбував монети для потреб чехословацької держави і 25 інших країн. Оскільки монетний двір був єдиним на території Чехословаччини, протекторат Богемії і Моравії (1939—1945) використовував монети, карбовані в Третьому рейху, а незалежна Чехія заснувала в 1993 році власний монетний двір.

## Теперішній час
На даний час монетний двір продовжує карбувати монети для кількох країн світу, а також словацькі євро. Також він виготовляє меморіальні дошки, значки, кулони, друку та ін.
24 Лютого 2011 Монетний двір став частиною європейської спадщини.

## Галерея

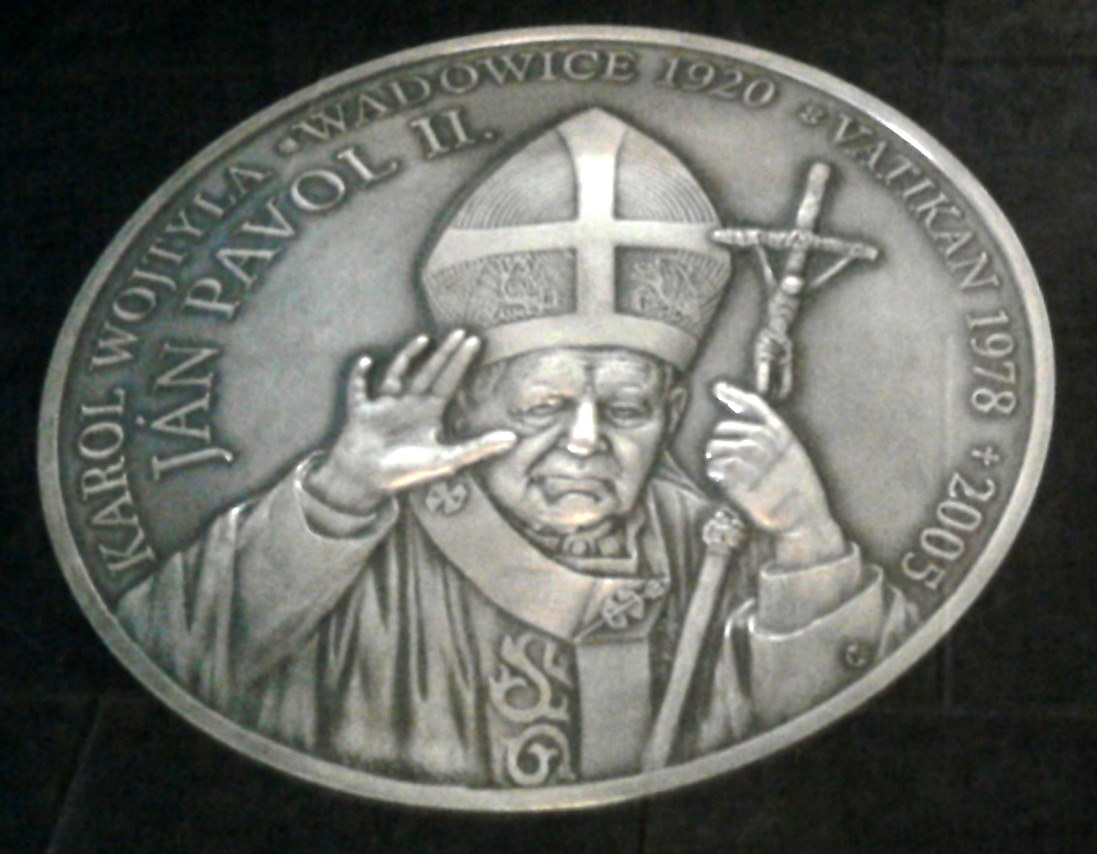
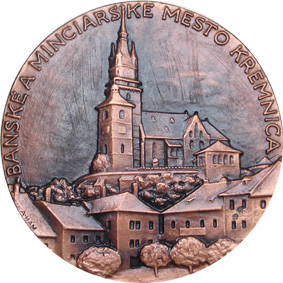
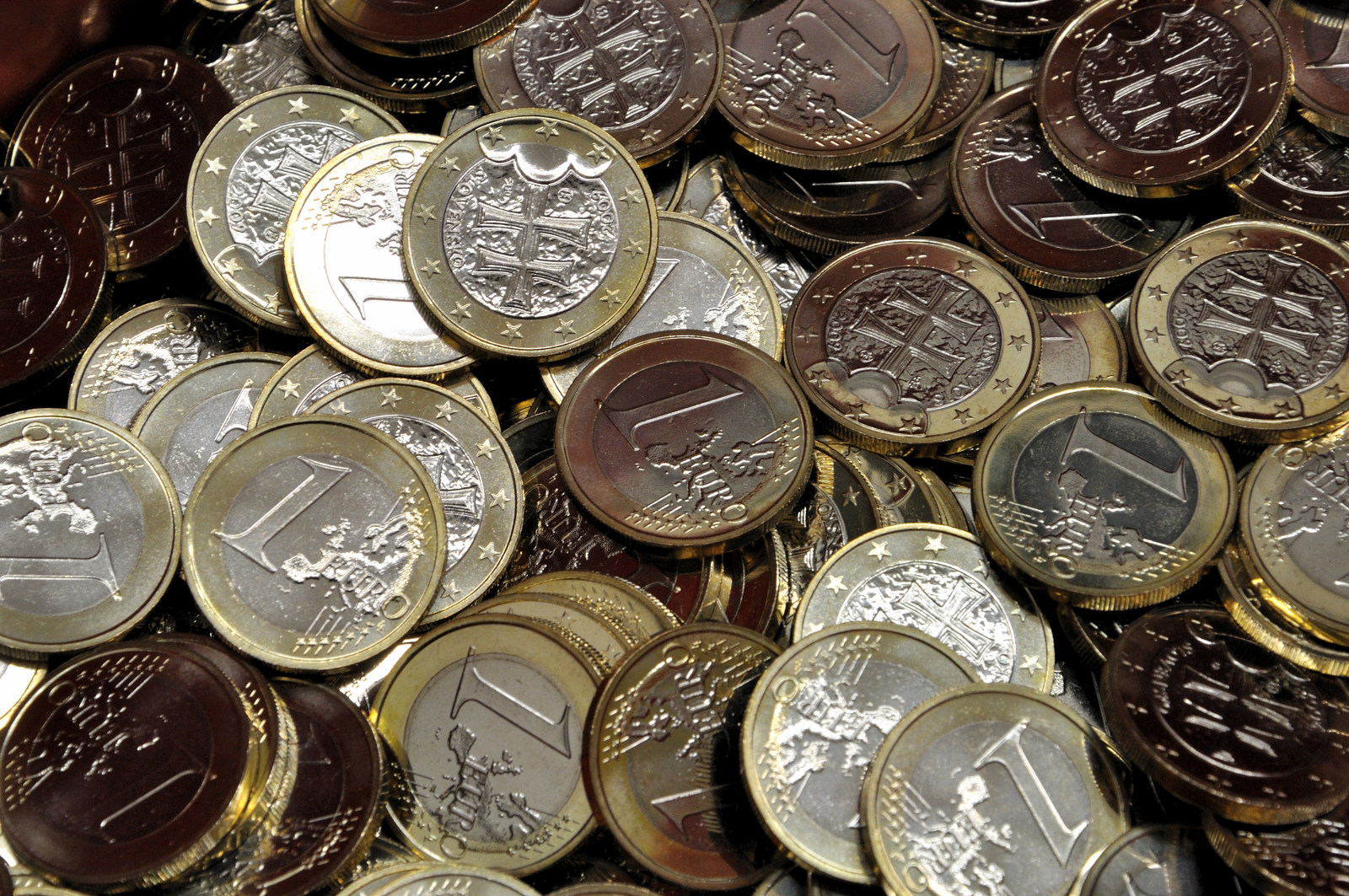
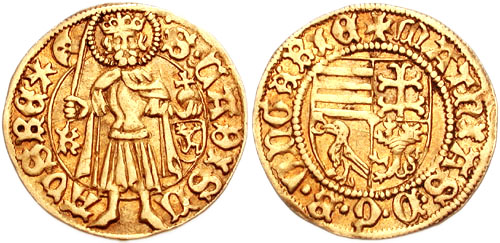
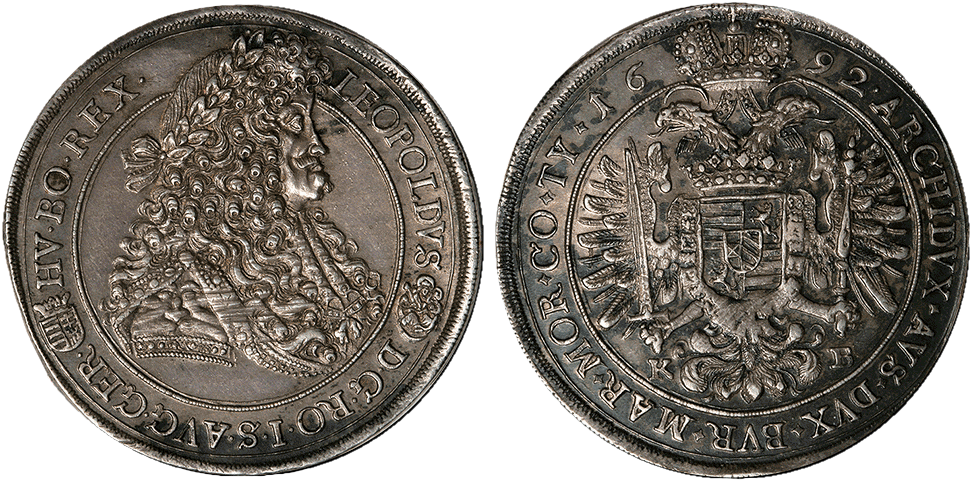
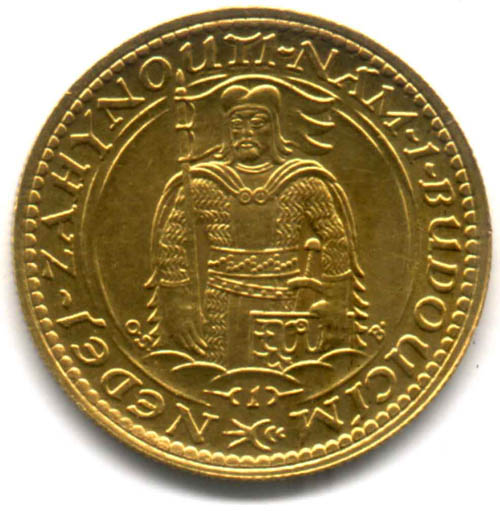
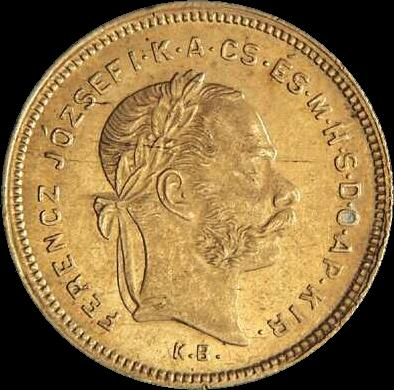
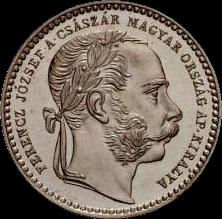
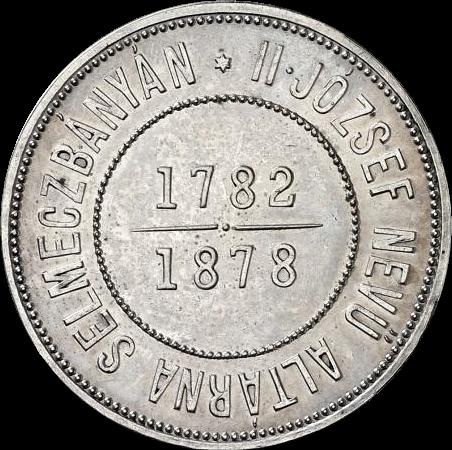
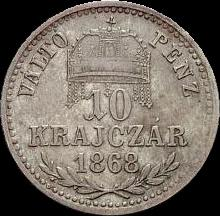
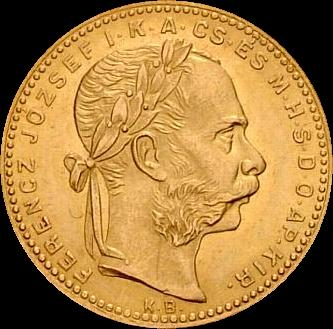
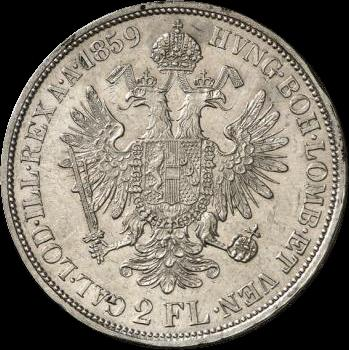
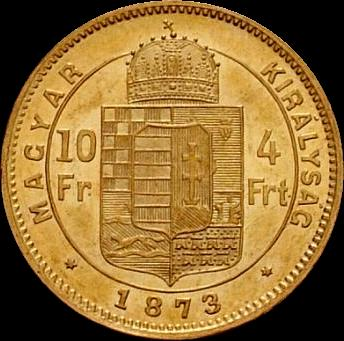
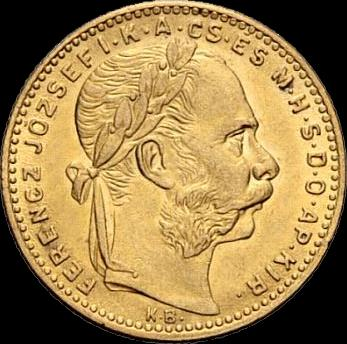
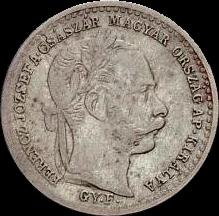
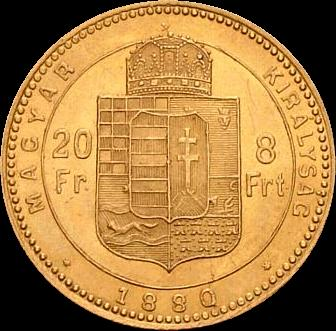
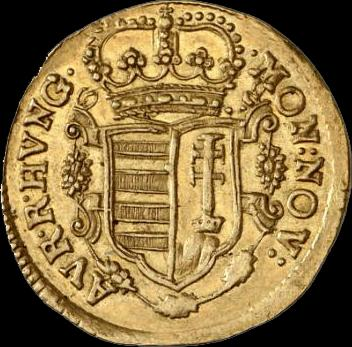
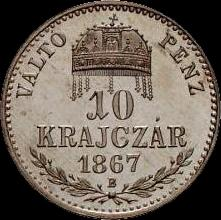
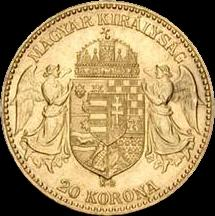
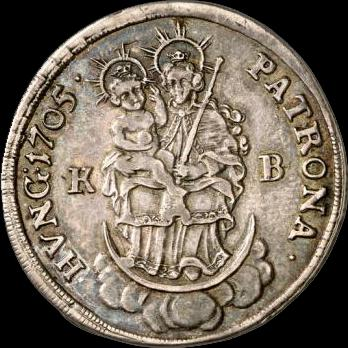
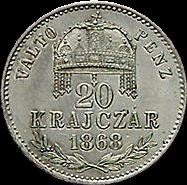
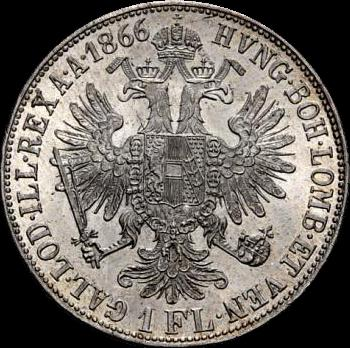
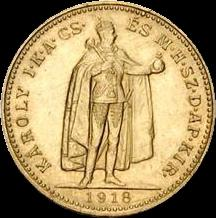
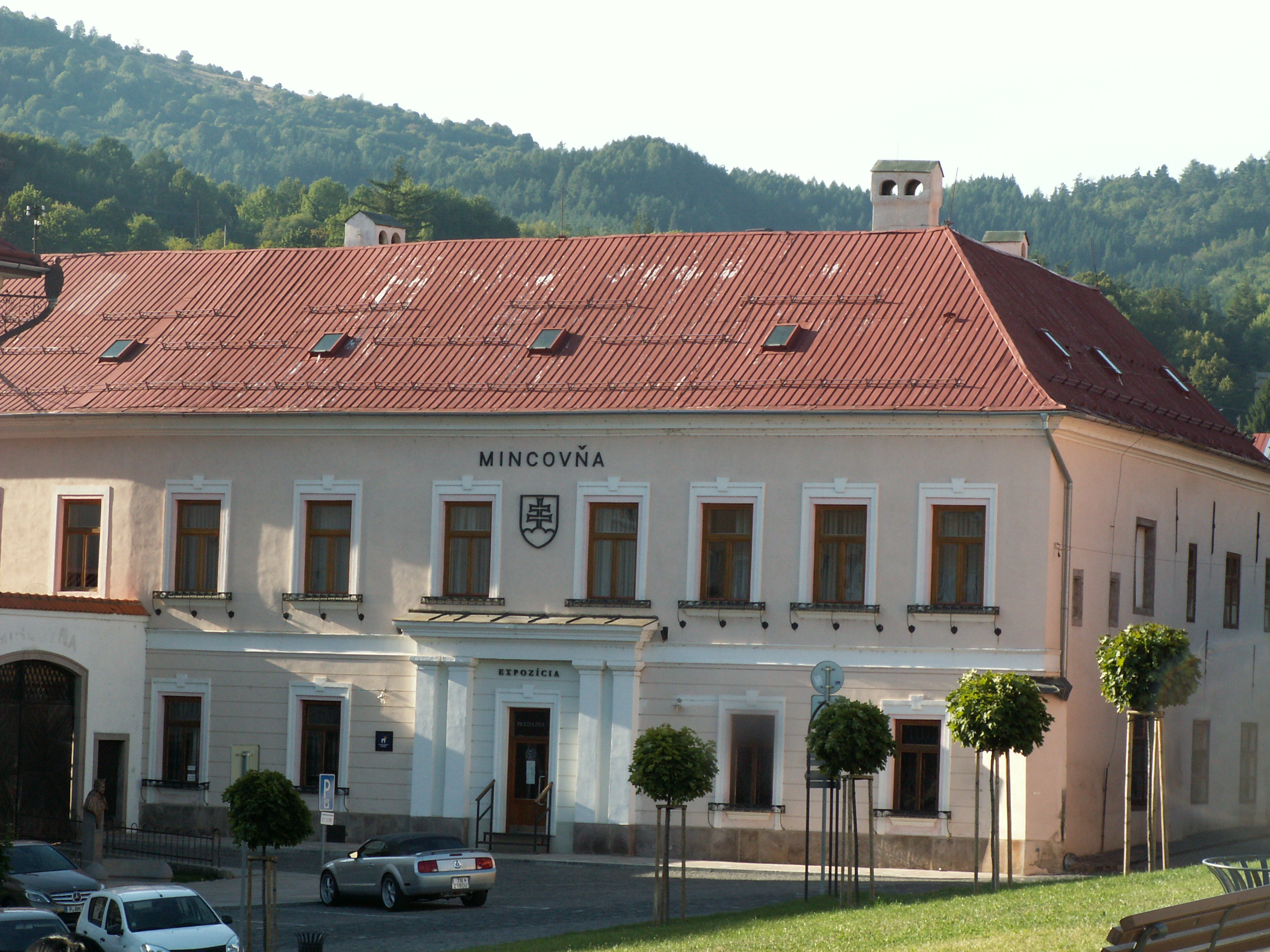
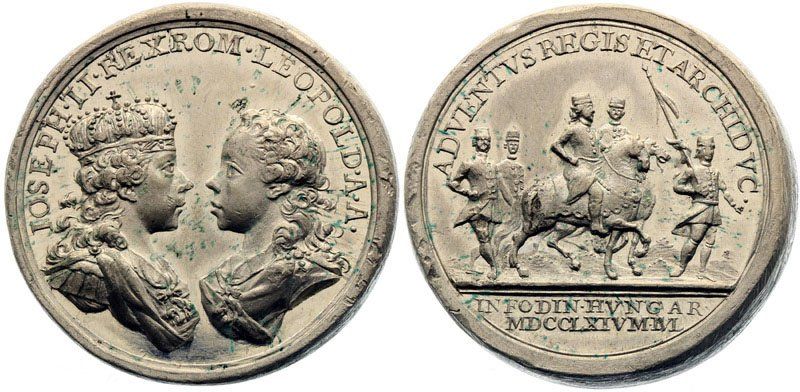
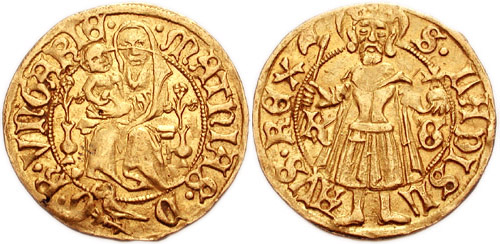
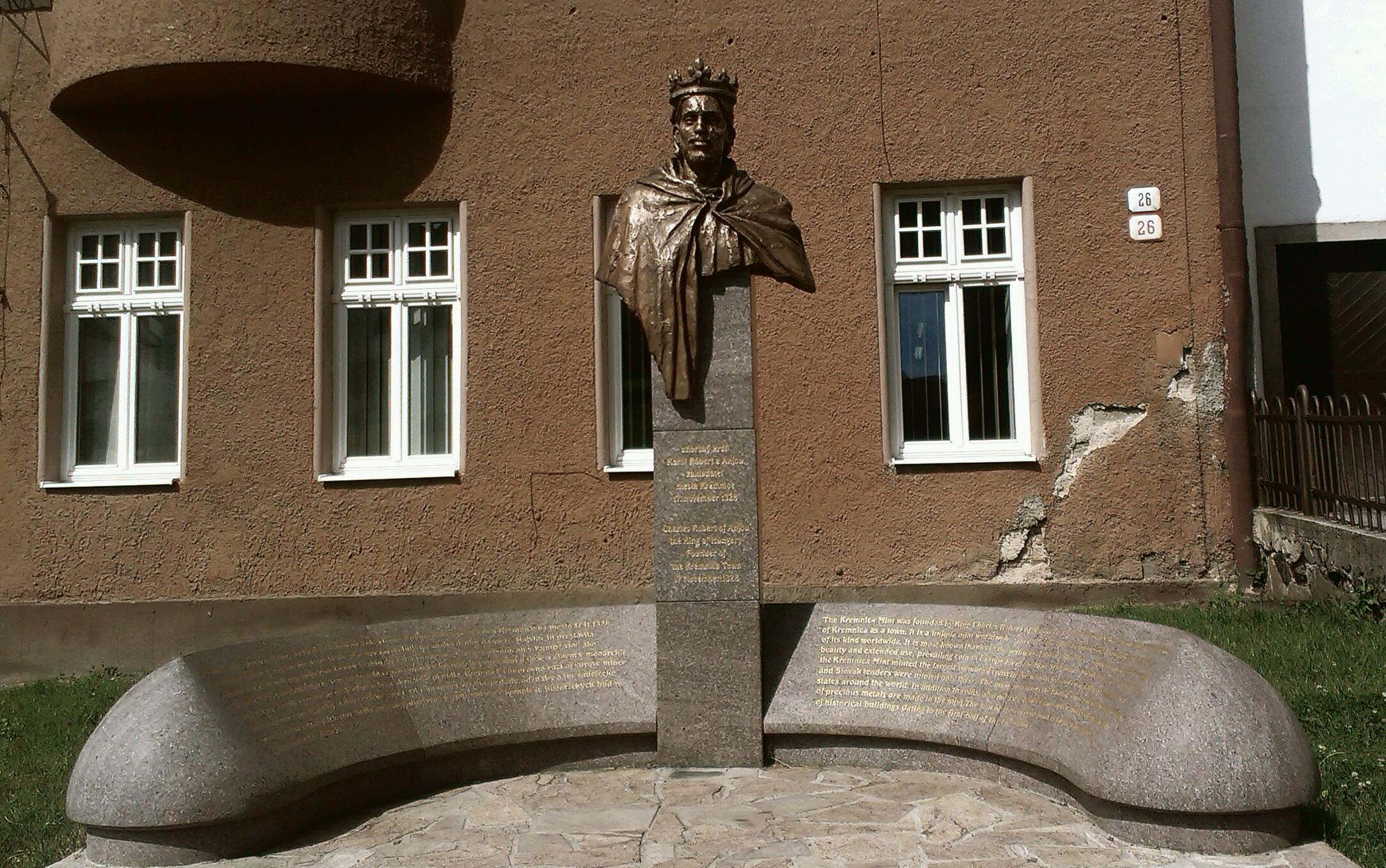
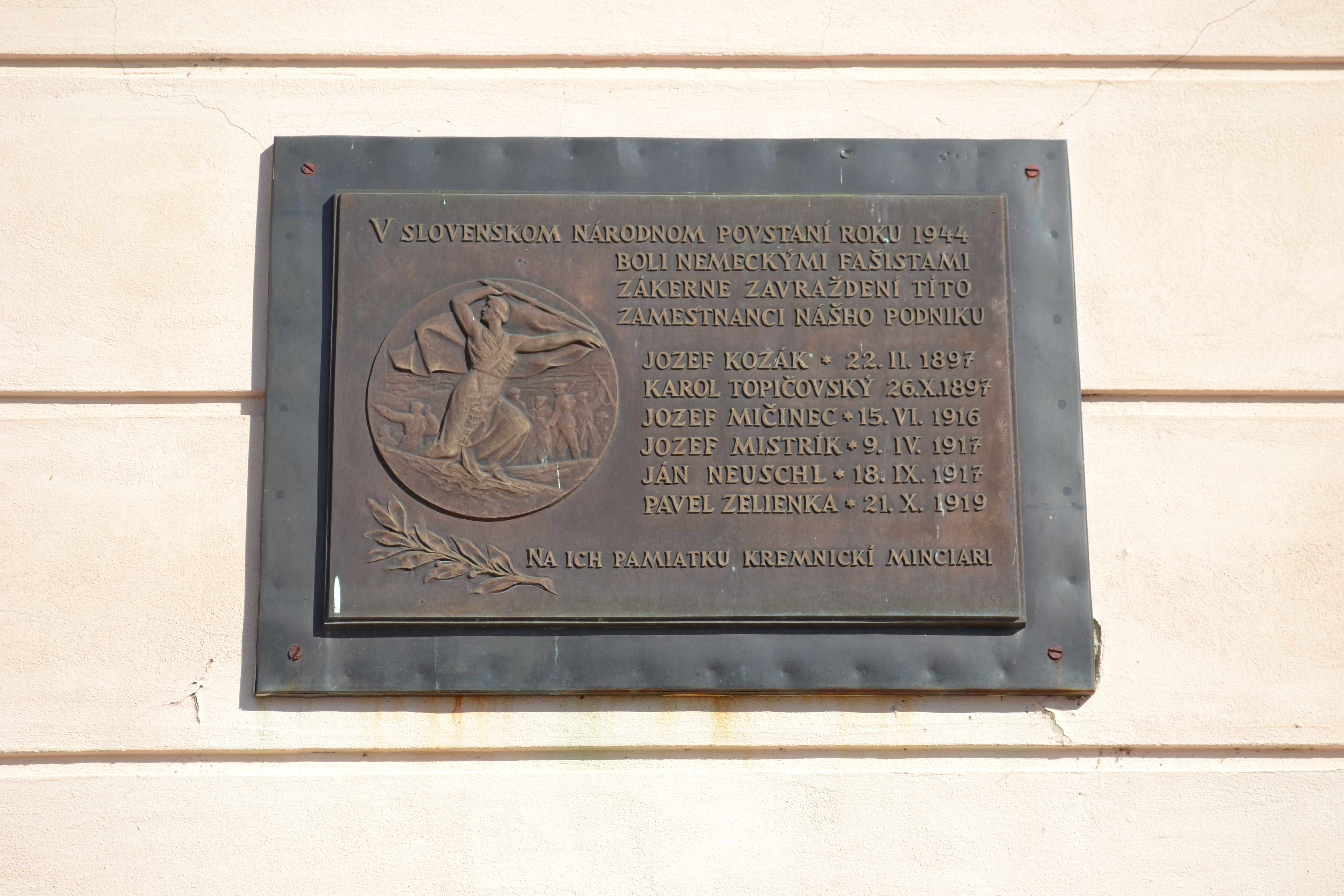
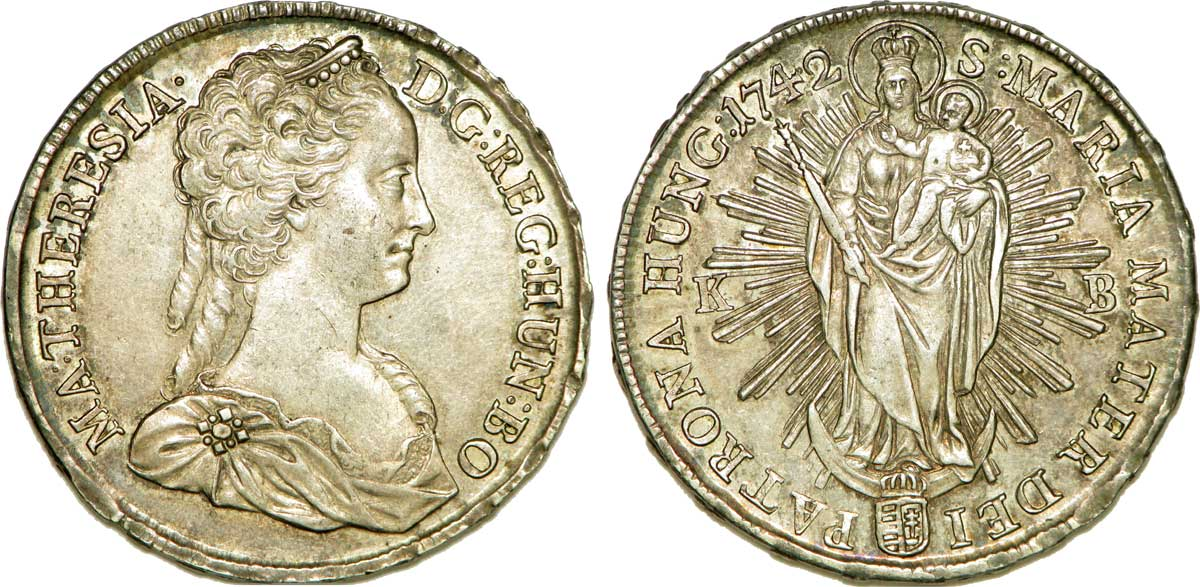